# Baleal
Baleal est un village (freguesia) située au nord de Peniche, dans la région de l'Ouest du Portugal, séparé du continent par une plage de fin sable blanc.
Dans la continuité de la crique existe également l'îlot des Colombes.
Le nom Baleal provient de la fonction que ces rochers ont joué dans le passé de ce lieu de pêche à la baleine. Cette petite île était le lieu de dépeçage des baleines capturées au cours de leur migratrion des mers du Nord. Les baleines étaient une cible convoitée des pêcheurs du village d'Atouguia da Baleia.
Insérée dans la région de Peniche, le Baleal est devenue un important lieu de villégiature et présente une vaste gamme de possibilités afin de s'adonner aux sports nautiques.
En raison de leur situation péninsulaire, Baleal et Peniche offrent des conditions uniques en Europe pour la pratique du surf et du bodyboard. L'endroit comporte des écoles où sont enseignés tous les sports nautiques.
En août 2006, RTP 1 a tourné le programme Praça da Alegria sur la plage.